# Zeppelin
Pour les articles homonymes, voir Zeppelin (homonymie).

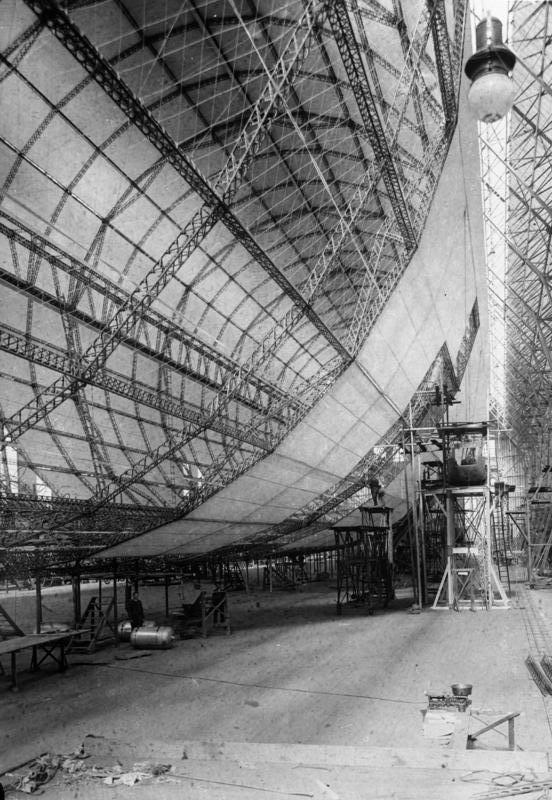
Le Zeppelin est un dirigeable à coque rigide (ici en construction en Allemagne, près du lac de Constance, en 1928).

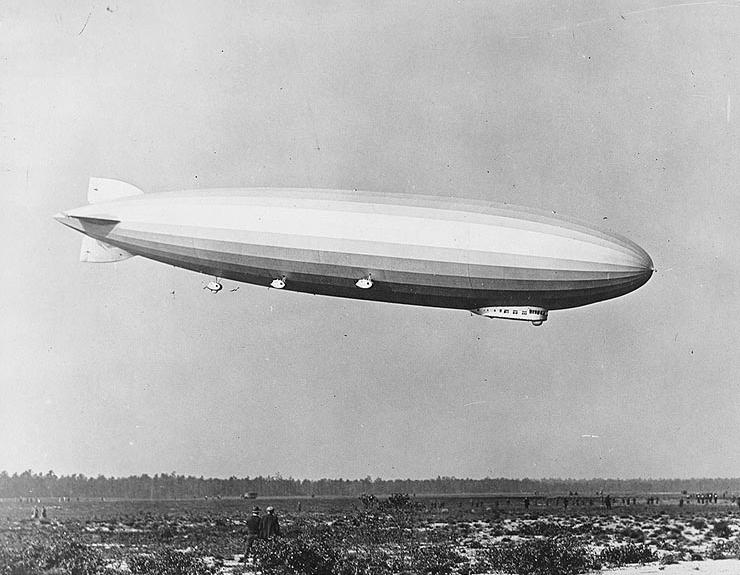
Le LZ 126 en approche d'amarrage dans le New Jersey en 1924.

Un Zeppelin est un aérostat de type dirigeable rigide, de fabrication allemande ; dans la langue usuelle, le mot « Zeppelin » peut désigner, par extension, n’importe quel type de ballon dirigeable. C'est le comte allemand Ferdinand von Zeppelin qui en commence la construction à la fin du XIXe siècle.
La conception très aboutie des dirigeables Zeppelin en fait des étalons archétypes de dirigeables rigides, de sorte que le nom propre Zeppelin devient un nom commun, rejoignant ainsi la liste des noms de marques utilisés comme noms communs. Au sens strict, ce nom commun ne désigne initialement que les dirigeables rigides allemands : le dirigeable rigide français Spiess (construit par Zodiac en 1912), par exemple, bien que ressemblant de près à un Zeppelin, n’a jamais été nommé de la sorte.
Les dirigeables rigides diffèrent des dirigeables de type souple en ce qu'ils utilisent une enveloppe externe aérodynamique montée sur une structure rigide avec plusieurs ballons séparés appelés « cellules ». Chaque cellule contient un gaz plus léger que l'air (le plus souvent de l'hydrogène). Un compartiment relativement petit pour les passagers et l'équipage est ajouté dans le fond du cadre. Plusieurs moteurs à combustion interne fournissent l'énergie propulsive.
Outre la création de la société de construction d'aéronefs, LZ (Luftschiffbau Zeppelin), qui en tout produisit cent dix-neuf appareils jusqu'en 1938, le comte von Zeppelin fonde la première compagnie aérienne commerciale au monde, dénommée DELAG (Deutsche Luftschiffahrts-AG). Les deux entreprises sont basées à Friedrichshafen, en royaume de Wurtemberg.
Ayant dès 1913 des doutes sur la validité du concept des dirigeables, le comte crée une succursale, en collaboration avec Bosch et Klein, la VGO (Versuch Gotha Ost , Staaken par la suite) qui produira des avions bombardiers « géants », mais de conception classique, ainsi qu’un département aviation au sein de LZ, qui sera dirigé par Claudius Dornier et chargé d’une recherche plus innovante sur les avions métalliques.
Quand le comte meurt en 1917, Hugo Eckener lui succède à la tête de l'entreprise. Il est à la fois un maître de la publicité et un capitaine d'aéronef très expérimenté. C'est sous sa houlette que les Zeppelins atteignent leur apogée. L'entreprise est prospère jusqu'aux années 1930 et réalise des transports de l'Allemagne vers les États-Unis et l'Amérique du Sud. L'aéronef qui rencontre le plus de succès durant cette période est le LZ 127 Graf Zeppelin qui parcourt plus d'un million et demi de kilomètres et accomplit le premier et seul tour du monde en dirigeable.
La Grande Dépression et la montée du nazisme en Allemagne contribuent toutes deux à la disparition des aéronefs transportant des passagers. En particulier, Eckener et les nazis ont une haine mutuelle : LZ est nationalisée par le gouvernement allemand vers 1935. Elle ferme quelques années après, à la suite de la catastrophe du LZ 129 Hindenburg, au cours de laquelle le vaisseau amiral prend feu à Lakehurst dans le New Jersey.
Pendant la vingtaine d'années d'existence des Zeppelins au sein de la compagnie aérienne, l'exploitation de ce type d'aérostat est assez profitable et les voyages sont menés en toute sécurité, jusqu'à l'incendie du Hindenburg.

## Les débuts
Le comte semble s'intéresser à la construction d'un ballon dirigeable à l'issue de la guerre franco-allemande de 1870, après avoir été témoin de l'utilisation par les Français de ballons pendant le siège de Paris. Il voit aussi l'utilisation militaire de ce type d'aéronef en 1863 pendant la guerre de Sécession à laquelle il participe comme observateur militaire du côté de l'Union.
Il développe sérieusement son projet après sa retraite anticipée de l'armée en 1890, à l'âge de 52 ans. Le 31 août 1895, il dépose une demande de brevet incluant les principales caractéristiques du futur engin, même si toutes ne seront pas retenues au stade de la construction.
- un squelette rigide en aluminium d'une forme mince, fabriqué par l'entreprise de Gustav Selve à Altona, fait de poutres en anneaux et en long ;
- l'espace pour le gaz contenu dans de nombreuses cellules cylindriques ;
- la possibilité de naviguer en utilisant des ailerons pour le gouvernail et la profondeur (hauteur) ;
- deux nacelles séparées reliées rigidement au squelette ;
- des hélices montées à la hauteur de la résistance maximum de l'air ;
- la possibilité de joindre plusieurs aéronefs en convoi.

Le comité d'experts auquel il présente ses plans en 1894 manifestant peu d'intérêt, il est obligé de financer lui-même la réalisation de ce projet. En 1898, il fonde la Gesellschaft zur Förderung der Luftschiffahrt (société pour la promotion des vols en dirigeable) et apporte plus de la moitié des 800 000 marks du capital initial. Il délègue la réalisation technique à l'ingénieur Theodor Kober (de), puis à Ludwig Dürr (de).

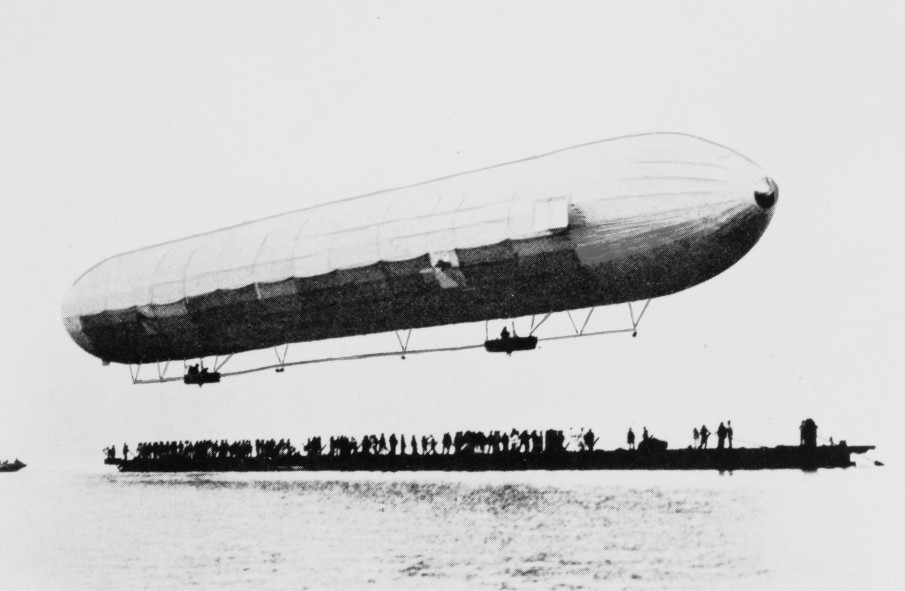
Le premier vol du Zeppelin LZ1, le 2 juillet 1900.

La construction du premier dirigeable Zeppelin commence en 1899 dans un hangar d'assemblage flottant sur le lac de Constance dans la baie de Manzell à Friedrichshafen. Le lieu est choisi pour faciliter la difficile procédure du départ, car le hangar pouvait facilement être placé face au vent. Le prototype dirigeable LZ 1 (LZ pour « Luftschiff Zeppelin ») avait une longueur de 128 m, était doté de deux moteurs de 14,2 ch Daimler et conservait son équilibre en déplaçant un poids entre ses deux nacelles.
Le premier vol d'un Zeppelin intervient le 2 juillet 1900. Au bout de 18 minutes, le LZ 1 est forcé de se poser sur le lac après que le mécanisme qui permet d'équilibrer le poids se soit cassé. La réparation effectuée, la technologie démontre son potentiel dans les vols suivants en portant à 9 m/s (32,4 km/h) le record de vitesse de 6 m/s (21,6 km/h) de l'aéronef français La France, mais ne parvient pas à convaincre un investisseur potentiel. Ayant épuisé ses ressources financières, le comte est forcé de démonter le prototype et de dissoudre la société.

## Une naissance difficile
Grâce au soutien de passionnés d'aéronautique, l'idée de von Zeppelin connaît une seconde chance. Elle peut être développée en une technologie raisonnablement fiable, utilisable dès lors de manière profitable pour l'aviation civile et militaire.
Les dons et le profit d'une loterie spéciale, joints à quelques fonds publics et 100 000 marks du comte lui-même, permettent la construction du LZ 2, qui décolle pour la première et dernière fois le 17 janvier 1906. Après que les deux moteurs soient tombés en panne, il fait un atterrissage forcé dans les montages de l’Allgäu, où le dirigeable, provisoirement amarré, est ensuite endommagé de façon irréparable par une tempête. Son successeur, le LZ 3, qui incorpore toutes les parties de LZ 2 encore utilisables, est le premier Zeppelin à voler sur de longs parcours, totalisant 4,398 km pendant 45 vols jusqu'en 1908. La technologie devenant intéressante pour les militaires allemands, ceux-ci achètent le LZ 3 que l'on renomme Z I. Il sert comme Zeppelin-école jusqu'en 1913, jusqu'à ce que, technologiquement dépassé, il soit réformé.
L'armée souhaite aussi acheter le LZ 4, mais exige la démonstration que le vaisseau peut faire un trajet de 24 heures. Pendant qu'il tente d'accomplir cette obligation, l'équipage doit faire un atterrissage prématuré à Echterdingen près de Stuttgart. Là, un coup de vent arrache l'aéronef de son amarre dans l'après-midi du 5 août 1908. Il s'écrase ensuite dans un arbre, prend feu et brûle rapidement. Personne n'est sérieusement blessé (bien que deux mécaniciens qui réparaient les moteurs aient sauté du Zeppelin), mais cet accident aurait certainement mis un terme au projet si un spectateur dans la foule n'avait décidé de lancer une collecte qui réunit la somme impressionnante de 6 096 555 marks. Ces nouveaux fonds permettent au comte de fonder la Luftschiffbau Zeppelin GmbH (construction de dirigeable Zeppelin Ltd.) et d'établir la fondation Zeppelin. Ainsi, le projet renaît comme le phénix de ses cendres et son financement est garanti durablement.

### Les Zeppelins avant la Première Guerre mondiale

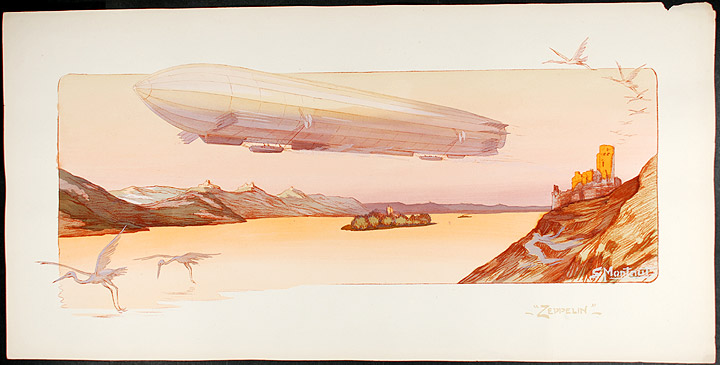
Un LZ DELAG vu par l'affichiste Ernest Montaut, en 1915.

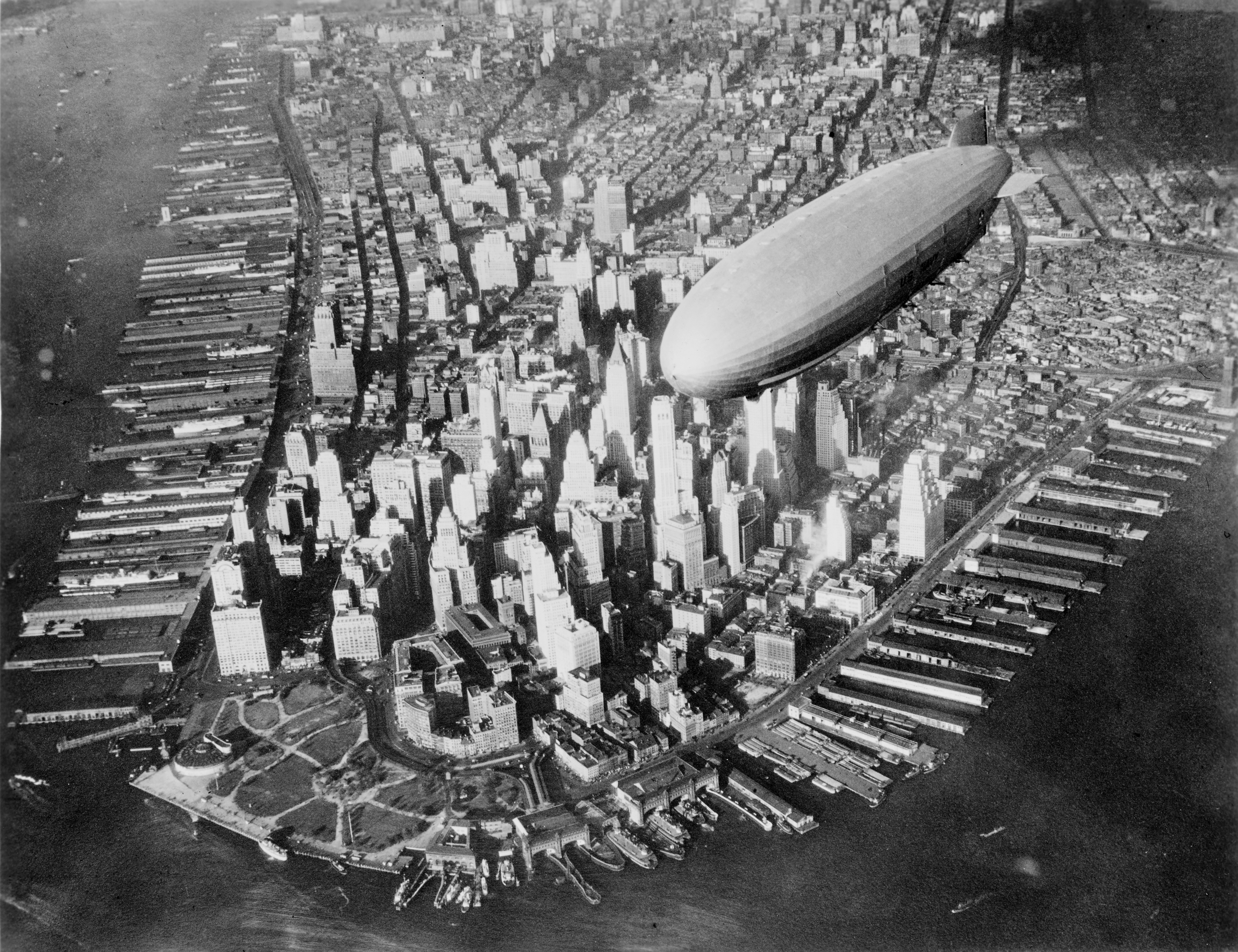
USS Akron (ZRS-4) au-dessus de Manhattan (1931-1933).

Dans les années précédant le déclenchement de la Première Guerre mondiale, à l'été 1914, un total de 21 autres aéronefs Zeppelin (du LZ 5 au LZ 25) sont construits.
En 1909, LZ 6 devient le premier Zeppelin à être utilisé pour le transport de passagers. À cette fin, il est acheté par la première compagnie aérienne Deutsche Luftschiffahrts-AG (DELAG). Six autres dirigeables sont vendus à la DELAG jusqu'en 1914, et reçoivent des noms en sus de leurs numéros de production, par exemple LZ 10 Schwaben (1911) , LZ 11 « Viktoria Luise » (1912) et LZ 17 « Sachsen » (1913). Quatre de ces vaisseaux sont détruits par des accidents, la plupart pendant leur transfert au hangar, sans faire de victimes, tel le LZ 7 qui s'écrase dans la forêt de Teutberg le 28 juin 1910
Au total, les dirigeables DELAG voyagèrent sur environ 200 000 km et transportèrent environ 40 000 passagers.
Les 14 autres Zeppelins construits avant-guerre sont achetés par l'armée et la marine allemande, qui leur donne les références Z I/II/… et L 1/2/…, respectivement. Pendant la guerre, l'armée change sa méthode de dénomination à deux reprises :
- après Z XII, ils passent à l'utilisation des nombres LZ,
- plus tard, ils ajoutent 30 pour empêcher l'évaluation de la production totale.

Quand la Première Guerre mondiale éclate, les militaires réquisitionnent aussi les trois vaisseaux DELAG. À ce moment, ils ont déjà réformé trois autres Zeppelins (LZ 3 « Z I » inclus). Cinq supplémentaires sont perdus dans des accidents, dans lesquels deux personnes périssent : une tempête fait couler en mer du Nord le Zeppelin de la marine LZ 14 « L 1 », noyant 14 soldats, et le LZ 18 « L 2 » s'enflamme à cause de l'explosion d'un moteur, tuant la totalité de l'équipage.
En 1914 les nouveaux Zeppelins ont des longueurs de 150 à 160 m et des volumes de 22 000 à 25 000 m3, leur permettant de transporter environ 9 tonnes. Ils sont le plus souvent mus par trois moteurs Maybach d'environ 300 ch chacun, leur permettant d'atteindre une vitesse d'environ 80 km/h.

## Le département «Aviation»

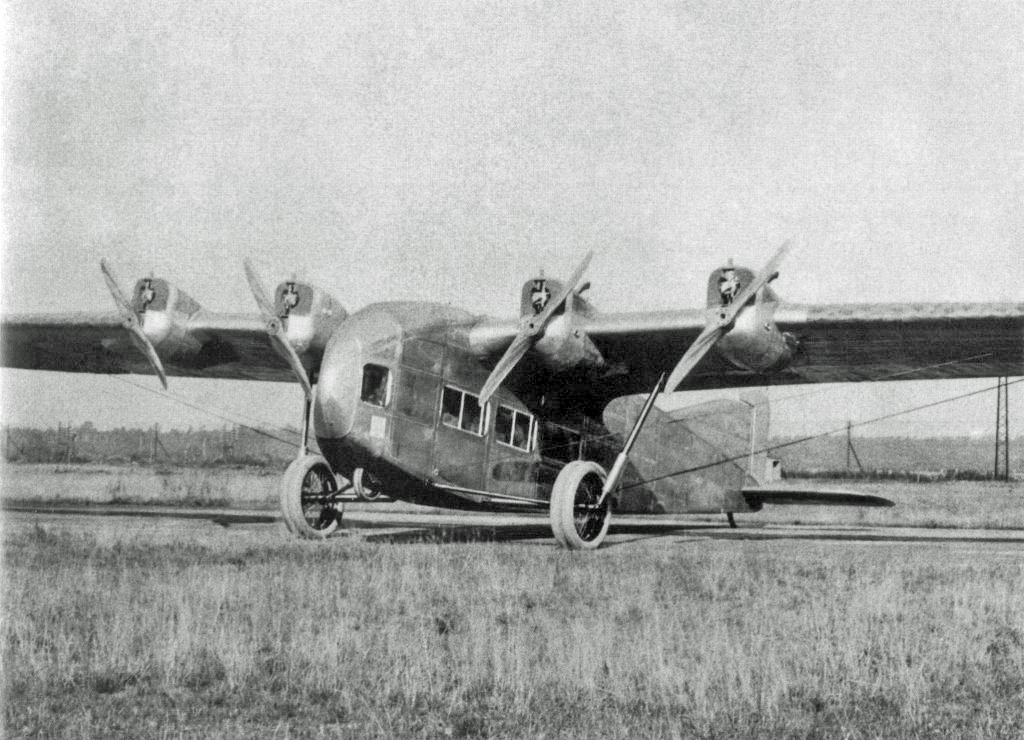
Le Zeppelin-Staaken E-4/20, monoplan quadrimoteur entièrement en métal construit par Zeppelin en 1917.

Dès 1913 — après la perte des dirigeables L-1 et L-2 —, Ferdinand von Zeppelin doute sérieusement de la valeur des dirigeables et commence à s’intéresser aux avions. En 1914, ses doutes deviennent une conviction, et c’est seulement sous la pression des autorités militaires (réquisition des usines…) que Luftschiffbau Zeppelin continue le développement des dirigeables.
Sous la direction de l’ingénieur Claudius Dornier, le département « aviation » (Abteilung Flugzeug surnommé Abteilung Do) de la Luftschiffbau Zeppelin, construira entre 1914 et 1919 des hydravions dont le gigantisme n’a rien à envier aux dirigeables du même nom.
De la série SR-I, SR-II, SR-III et SR-IV, on retiendra particulièrement le SR-III, un hydravion de reconnaissance et de chasse aux sous-marins, de construction presque entièrement métallique (influencé par Junkers, à l’exception des ailes encore entoilées) dont les performances en 1917 étaient inégalées : charge utile d'env. 2 000 kg, un poids total de 10 600 kg, une vitesse de 135 km/h avec une dizaine d’hommes d’équipage et une autonomie de 10 à 12 heures. Arrivé trop tard pour participer réellement au conflit, il échappe dans un premier temps aux destructions imposées par le traité de Versailles et est utilisé pour le déminage de la mer du Nord, tâche dans laquelle il se montrera d’une très grande fiabilité.
L’expérience acquise avec cet appareil servira ensuite à Dornier dans le développement d’une série d’hydravions (Wal, Do-24) qui connaîtra le succès jusqu’après la Seconde Guerre mondiale, et dont certains volaient encore dans les années 1960.

## Zeppelins dans la Première Guerre mondiale

### Bombardiers et éclaireurs

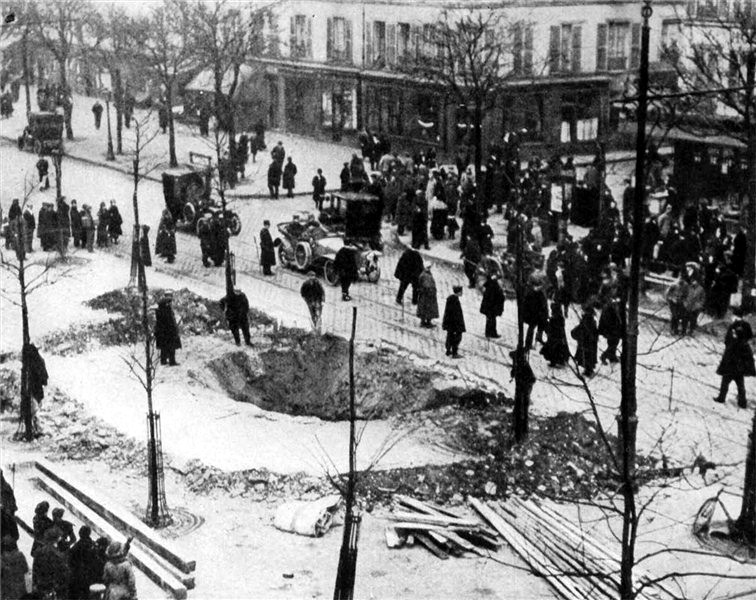
Cratère d'une bombe de Zeppelin lâchée sur Paris.

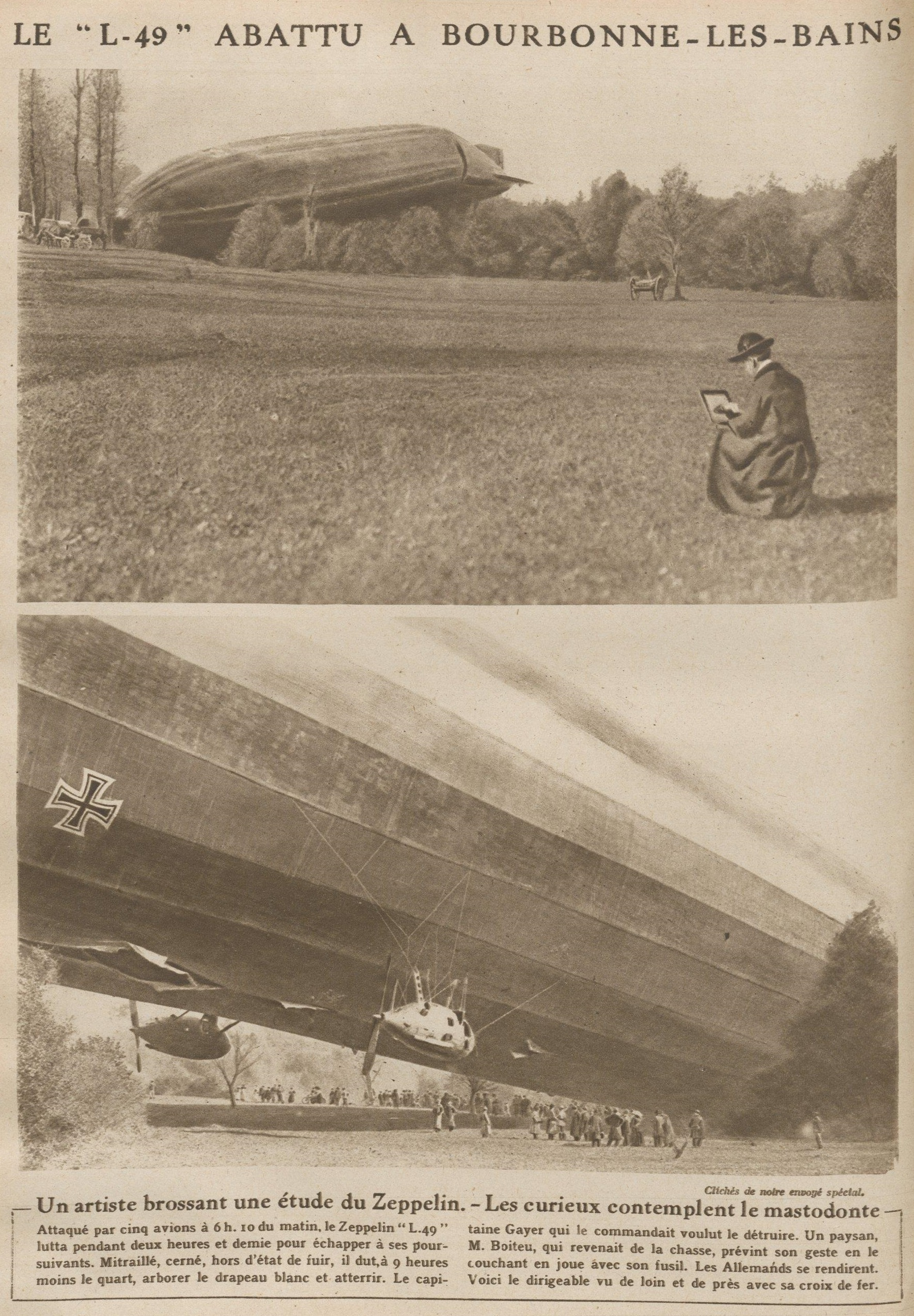
Le Zeppelin L 49 abattu en 1917 à Bourbonne-les-Bains au retour d'un bombardement sur l'Angleterre.

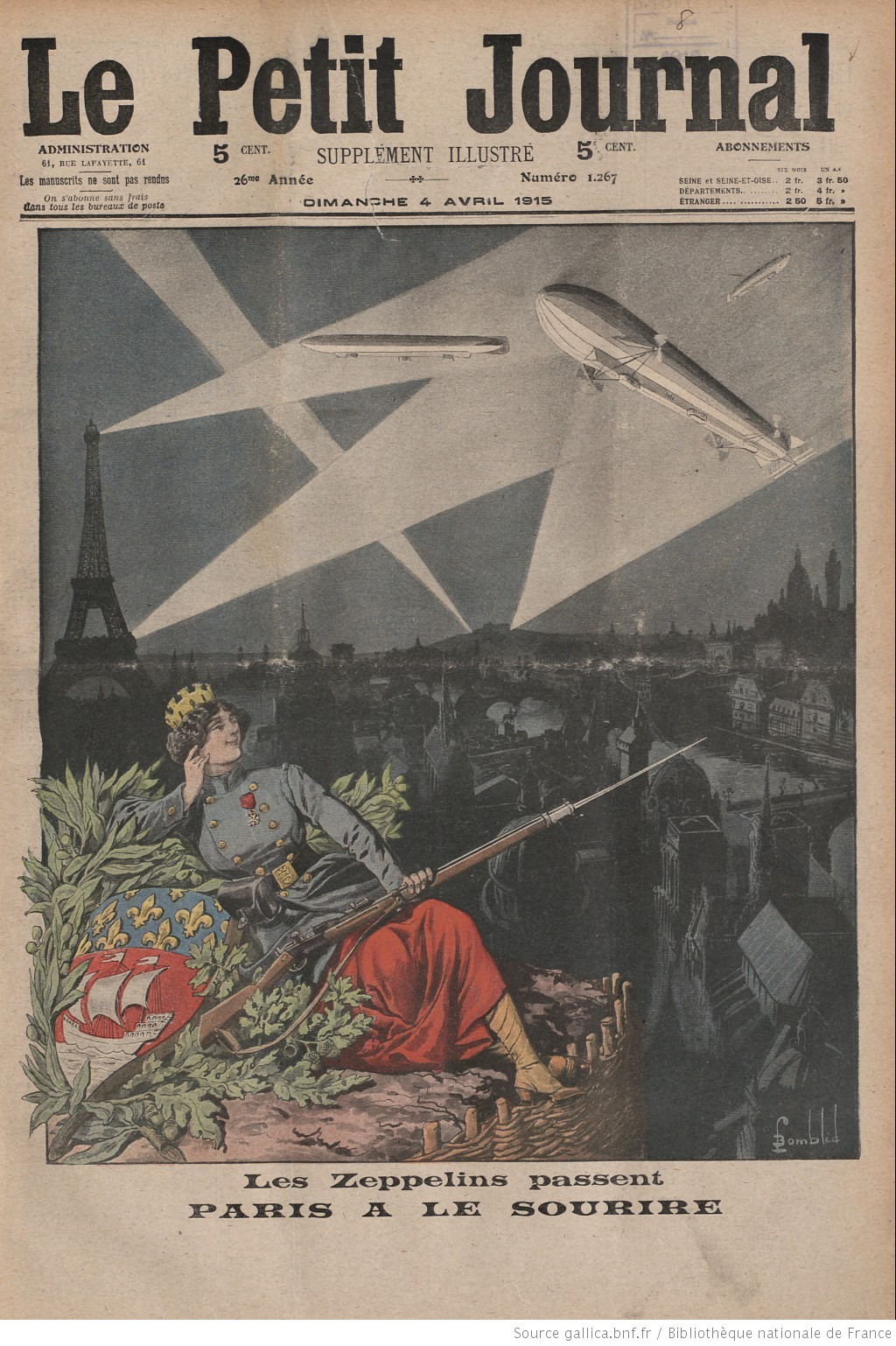
Le Petit Journal du 4 avril 1915 : Les Zeppelins passent. Paris a le sourire.

Les Zeppelins sont utilisés comme bombardiers pendant la Première Guerre mondiale, mais ne montrent pas une grande efficacité. Au début du conflit, le commandement allemand fonde de grands espoirs sur ces aéronefs, car ils semblent avoir des avantages irrésistibles en comparaison avec les avions de l'époque : ils sont presque aussi rapides, transportent plus d'armement, ont une plus grande charge utile de bombes et un rayon d'action et une résistance très supérieurs. L'empire allemand possède alors la meilleure flotte de grands dirigeables du monde avec au 1er août 1914 douze dirigeables militaires, dont neuf Zeppelins géants à structure rigide partagés alors essentiellement au service de la troupe aérienne de l’armée impériale allemande, sans compter la flotte civile (une douzaine de Zeppelins) en cours de militarisation. Ces avantages ne se traduisent pas dans les faits.
La première utilisation offensive de Zeppelins a lieu deux jours seulement après l'invasion de la Belgique, par un seul aéronef, le Z VI, qui est endommagé par des tirs et forcé de faire un atterrissage près de Cologne. Deux autres sont abattus en août et un est capturé par les Français. Leur utilisation contre des cibles bien défendues pendant le jour est une erreur et le haut commandement perd toute confiance dans les capacités du Zeppelin, les transférant au service aérien de la marine pour d'autres missions.
La mission principale des aéronefs est la reconnaissance au-dessus de la mer du Nord et de la mer Baltique. Leur long rayon d'action permit aux bateaux de guerre d'intercepter de nombreux vaisseaux alliés. Pendant la totalité de la guerre, 1 200 sorties en éclaireur sont effectuées. Le service aérien de la marine impériale allemande dirige aussi un certain nombre de raids stratégiques contre la Grande-Bretagne, montrant la voie dans des opérations de bombardement et obligeant les Britanniques à mettre à niveau leurs défenses antiaériennes. Les premiers raids sont approuvés par le Kaiser en janvier 1915. Les objectifs sont militaires, mais les raids ayant lieu de nuit après que le couvre-feu est devenu obligatoire, beaucoup de bombes tombent au hasard dans l'est de l'Angleterre.
Le premier raid a lieu le 19 janvier 1915, c'est le premier bombardement aérien de civils. Deux Zeppelins lâchent 50 kg de bombes à explosif brisant et des bombes incendiaires de 3 kg inefficaces sur King's Lynn, Great Yarmouth et les villages avoisinants. Les défenses britanniques sont initialement divisées entre la Royal Navy et l'armée (cette dernière prend un contrôle total en février 1916) et plusieurs mitrailleuses de calibre 4 pouces (10 cm) sont converties en mitrailleuses antiaériennes. Des projecteurs de recherche sont introduits, d'abord aux mains de policiers qui confondent des nuages avec des aéronefs en attaque. Les défenses aériennes contre les Zeppelins sont insuffisantes, souffrant surtout du manque d'appareils de visée. Les premiers succès obtenus contre les dirigeables le sont en les bombardant d'un avion. Le premier homme à abattre un Zeppelin de cette manière est R. A. J. Warneford du Royal Naval Air Service, volant sur un Morane Parasol le 7 juin 1915. En jetant six bombes de 9 kg, il met le feu au LZ 37 au-dessus de Gand et est décoré de la Victoria Cross.
Les raids continuent en 1916 ; Londres est accidentellement bombardée en mai. En juillet, le Kaiser autorise les raids directement contre les centres urbains. Il y a vingt-trois raids de dirigeables, qui larguent un total de 125 tonnes de bombes, tuant 393 personnes et en blessant 691. Les défenses antiaériennes deviennent plus efficaces et de nouveaux Zeppelins sont introduits, dont le plafond double, passant de 1 800 m à 3 750 m. Pour éviter les projecteurs, ces aéronefs volent autant que possible au-dessus des nuages, descendant un observateur à travers la couche nuageuse pour diriger le bombardement. Cette sécurité accrue est contrebalancée par les contraintes supplémentaires sur l'équipage et l'introduction à mi 1916 des chasseurs tirant vers l'avant. Le premier Zeppelin abattu dans ces conditions l'est le 2 septembre 1916 par William Leefe-Robinson (en).
Paris n’est bombardé que deux fois dans la nuit du 20 au 21 mars 1915 et dans celle du 29 au 30 janvier 1916 faisant 66 victimes, dont 27 morts.
L'introduction de chasseurs efficaces marque la fin de la menace Zeppelin. De nouveaux Zeppelins sont mis en service, pouvant opérer à 5 500 m, mais en les exposant à des conditions extrêmes de froid, et à des sautes de vent pouvant éparpiller de nombreux raids de Zeppelins. En 1917 et 1918, il n'y a que onze raids contre l'Angleterre, le dernier ayant lieu le 5 août 1918. Le capitaine de corvette Peter Strasser (en), commandant du département de l'aéronautique navale, meurt dans ce raid. Ils seront remplacés dans ce rôle par les bombardiers bimoteurs Gotha G.
Un total de quatre-vingt-huit Zeppelins sont construits pendant la guerre. Plus de soixante sont perdus, dont la moitié par accident et l'autre contre l'ennemi. Cinquante-et-un raids sont accomplis, lâchant près de 200 tonnes en 5 800 bombes, tuant 557 personnes et en blessant 1 358. On[Qui ?] a affirmé que les raids ont été plus efficaces que les dommages ne l'indiquent, en perturbant l'effort de guerre et en mobilisant douze escadrons de chasseurs et 10 000 hommes pour la défense antiaérienne.

### Progrès technique
À part les problèmes stratégiques, la technologie du Zeppelin est améliorée considérablement sous la pression de la demande pour les exigences militaires. Vers la fin de la guerre, la société Zeppelin essaime plusieurs annexes dans diverses parties de l'Allemagne avec des hangars plus près du front que Friedrichshafen, fournissant des aéronefs d'environ 200 m de longueur et plus et avec des volumes de 56 000 à 69 000 m3. Ces dirigeables peuvent transporter des charges de 40 à 50 tonnes et atteindre une vitesse de 100 à 130 km/h en utilisant cinq ou six moteurs Maybach d'environ 260 ch chacun.
En fuyant les tirs ennemis, les Zeppelins atteignent des altitudes de 7 600 m et sont aussi capables de vols au long cours. Par exemple, le LZ 104 « L 59 », basé à Yambol (Ямбол) en Bulgarie, est envoyé pour renforcer les troupes en Afrique orientale allemande (l'actuelle Tanzanie) en novembre 1917. L'aéronef n'arrive pas à temps et doit retourner en apprenant la défaite allemande face aux troupes britanniques, mais il a parcouru 6,757 km en 95 heures et donc battu le record de la plus longue distance.

### La fin de l'utilisation militaire des Zeppelins
La défaite allemande dans la guerre marque aussi la fin des dirigeables militaires allemands, car les Alliés victorieux exigent un désarmement complet des forces aériennes allemandes et la livraison de tous les aéronefs au titre des réparations de guerre. Le traité de Versailles comporte des articles traitant explicitement des dirigeables :
« 
Article 198.

Les forces armées de l'Allemagne ne doivent pas inclure des forces aériennes militaires ou navales. […] Aucun dirigeable ne doit être conservé.

Article 202.

Lors de l'application du présent traité, tous les matériels aéronautiques militaires et navals […] doivent être livrés aux gouvernements des principaux alliés et pouvoirs associés. […] en particulier, ce matériel inclura tous les objets sous les titres suivants qui sont ou ont été utilisés ou conçus pour des fins militaires :

[…]
- Dirigeables capables de décoller, étant fabriqués, réparés ou assemblés.
- Usines pour la fabrication de l'hydrogène.
- Hangars et abris pour n'importe quel aéronef'

En attendant leur livraison, les dirigeables seront, aux frais de l'Allemagne, maintenus gonflés avec de l'hydrogène ; l'usine pour la fabrication de l'hydrogène, aussi bien que les abris pour dirigeables pourront, à la discrétion desdits pouvoirs, être laissés à l'Allemagne jusqu'au moment où les dirigeables seront transférés. […] »
Le 23 juin 1919, une semaine avant que le traité ne soit signé, plusieurs équipages de Zeppelin détruisent leurs aéronefs dans leurs hangars pour éviter qu'ils soient livrés aux Alliés, suivant en cela l'exemple de la flotte allemande qui s'est sabordée deux jours auparavant à Scapa Flow. Les dirigeables restants sont transférés à la France, à l'Italie, au Royaume-Uni et à la Belgique en 1920.
La France utilisera le LZ-114 livré en juin 1920, rebaptisé Dixmude, dans la marine nationale française jusqu'en 21 décembre 1923 où il est frappé par la foudre et tombe en feu en Méditerranée au large de Sciacca en Sicile, commandé par Jean du Plessis de Grenédan et piloté par Sylvestre Marcaggi. Les cinquante membres d'équipage périrent.
115 Zeppelins furent utilisés durant la Grande Guerre. Voici leur destin :
| Fin de carrière            | Nombre |
| -------------------------- | ------ |
| Posés en territoire ennemi | 7      |
| Détruits en vol            | 17     |
| Détruits à l’atterrissage  | 19     |
| Détruits accidentellement  | 26     |
| Détruits en hangar         | 8      |
| Endommagés                 | 7      |
| Transférés aux Alliés      | 9      |
| Détruits par l’Allemagne   | 22     |

## Après la Première Guerre mondiale

### Les débuts d'une renaissance

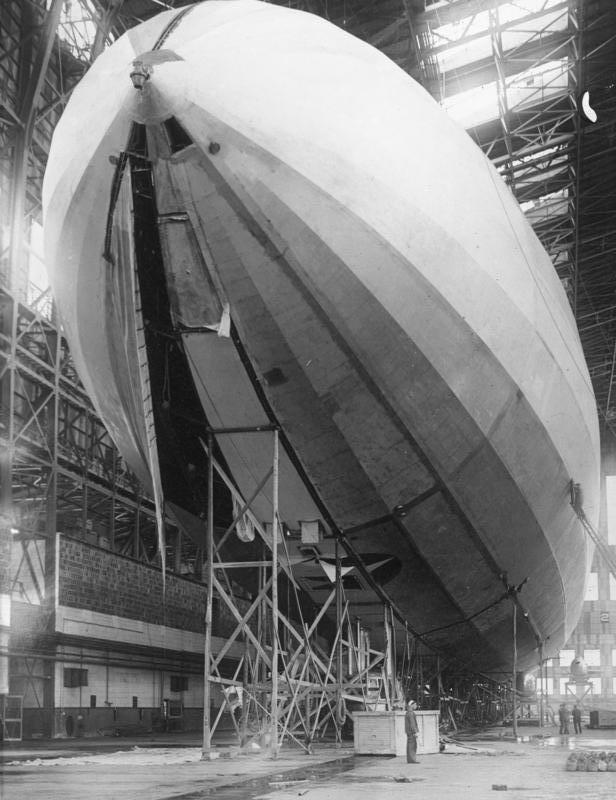
Le Los Angeles réformé en 1932, à Lakehurst.

Le comte von Zeppelin meurt en 1917 et Eckener lui succède à la tête de l'entreprise. Alors que le traité de Versailles a éliminé son seul concurrent national sérieux, la Schütte-Lanz qui n'opérait que pour les dirigeables militaires, la société Zeppelin connaît des difficultés considérables pour fabriquer deux petits Zeppelins : LZ 120 « Bodensee » qui vole pour la première fois en août 1919 et, dans les deux années suivantes transporte quelque 4 000 passagers ; et LZ 121 « Nordstern » qui est prévu pour une liaison régulière vers Stockholm.
Cependant, en 1921, les Alliés demandent que ces deux Zeppelins soient livrés dans le cadre des réparations de guerre, et comme compensation pour les dirigeables détruits par leurs équipages. D'autres projets ne peuvent pas être réalisés à cause de l'interdiction alliée. Cela met provisoirement un terme à la production de Zeppelin.
Eckener et ses employés refusent cependant de renoncer et continuent à chercher des investisseurs et une façon de contourner les restrictions des Alliés. L'opportunité se présente en 1924. Les États-Unis d'Amérique ont commencé à expérimenter les aéronefs rigides, en construisant un, le ZR I « USS Shenandoah » (voir ci-après), et passant un ordre d'achat en Angleterre. Cependant le R 38 anglais, prévu pour devenir le ZR II, est détruit le 21 août 1921 lors d'un vol d'essai en Angleterre avant d'être livré aux États-Unis.
Dans ces circonstances, Eckener parvient à obtenir une commande pour les dirigeables américains suivants. Bien sûr, l'Allemagne doit payer les coûts pour l'aéronef lui-même, comme ils sont calculés en compensation des réparations de guerre, mais pour la société Zeppelin, c'est secondaire. Aussi l'ingénieur Dr Dürr conçoit-il le LZ 126, et utilisant toute l'expertise accumulée pendant des années, la société finalement achève le meilleur Zeppelin à la date prévue, lequel décolle pour son premier vol d'essai le 27 août 1924.

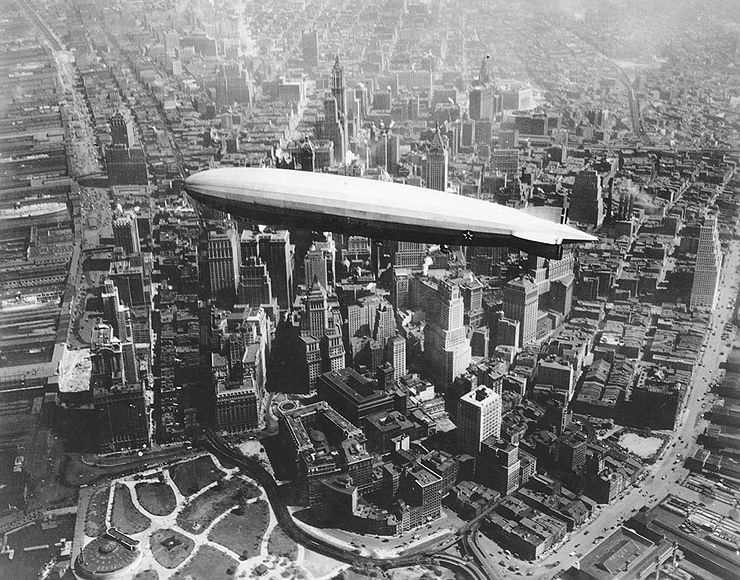
L'USS Los Angeles (ZR-3).

Aucune société d'assurance n'accepte d'émettre une police pour la livraison à Lakehurst, laquelle implique bien sûr un vol transatlantique. Eckener cependant est si confiant dans le nouvel aéronef qu'il est prêt à risquer la totalité du capital de l'entreprise et, le 12 octobre au matin, le vol débute avec lui comme capitaine. Sa foi n'est pas déçue et il ne connaît aucune difficulté au cours du voyage de 8 050 km, accompli en 81 heures et deux minutes. Les foules yankees célèbrent avec enthousiasme son arrivée tandis que le président Calvin Coolidge invite l'équipage et appelle le nouvel appareil un « ange de paix ».
Sous son nouveau nom USS Los Angeles (ZR-3), il devient le dirigeable américain le plus prospère. Il opère de manière fiable pendant huit années jusqu'à son retrait en 1932 pour des raisons économiques et est démonté en août 1940.

### L'âge d'or de l'aviation en Zeppelin

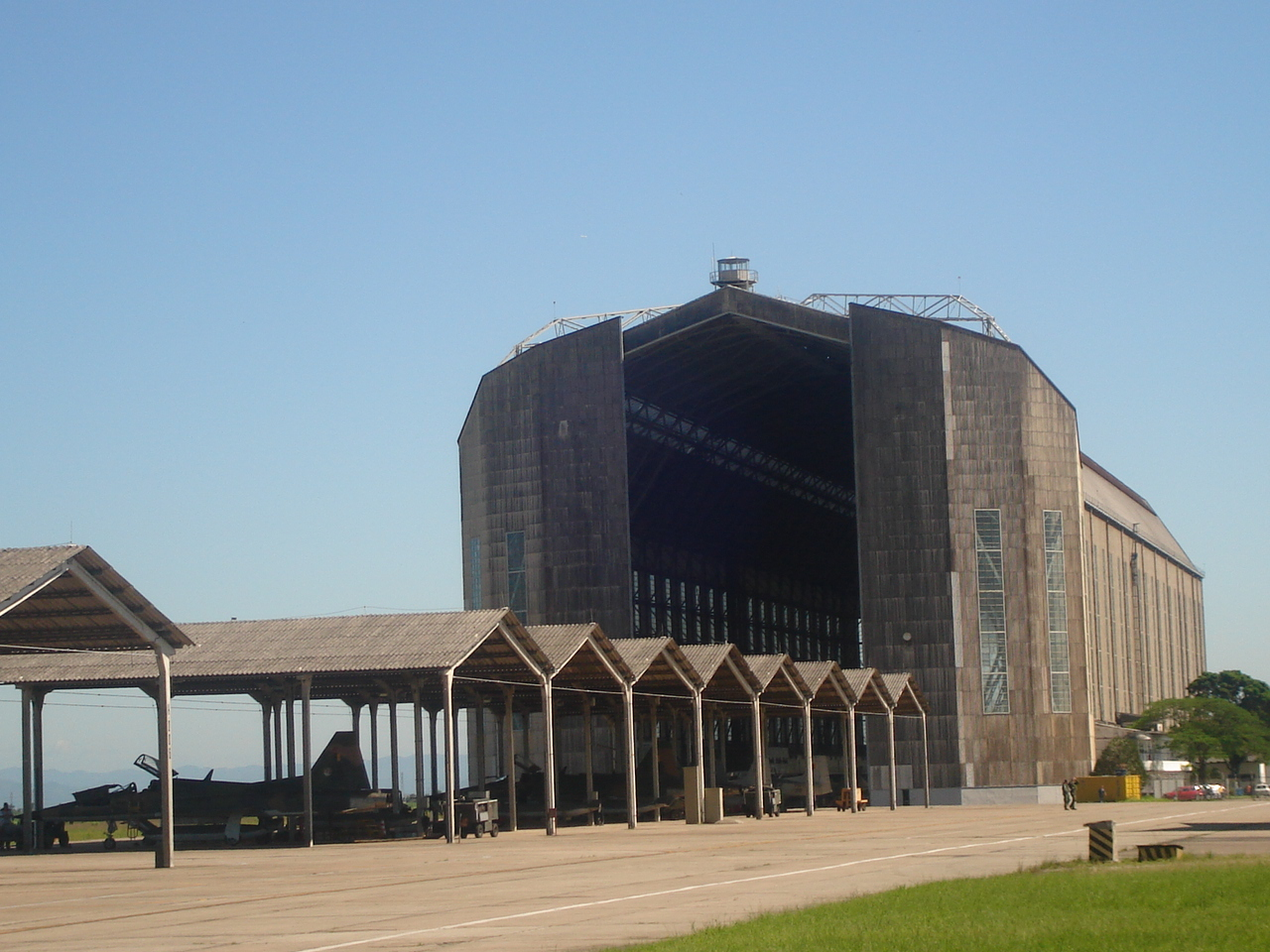
Un hangar à Zeppelin à Rio de Janeiro.

Bien que la société ait retrouvé son rôle de meneur dans la construction d'aéronefs rigides, elle n'est pas encore complètement consolidée. Obtenir les fonds nécessaires pour le prochain projet est un travail difficile dans la situation économique de l'après-guerre en Allemagne, et Eckener a besoin de deux ans d'action d'influence politique et de travaux pour le secteur public pour obtenir la fabrication du LZ 127.
Deux autres années plus tard, le 18 septembre 1928, le nouveau dirigeable qui a été nommé Graf Zeppelin en honneur du comte, vole pour la première fois. Avec une longueur totale de 236,6 m et un volume de 105 000 m3, il devient alors le plus grand dirigeable.
Le concept initial d'Eckener consiste à utiliser LZ 127 « Graf Zeppelin » à des fins d'expérimentation et de démonstration pour préparer la voie pour des voyages commerciaux réguliers, en transportant des passagers et du courrier. En octobre 1928, le premier voyage au long cours conduit l'aéronef à Lakehurst, où Eckener et son équipage sont accueillis avec une parade à New York. Ensuite Graf Zeppelin fait le tour de l'Allemagne et visite l'Italie, la Palestine et l'Espagne. Une seconde expédition aux États-Unis avorte en France en mai 1929 à la suite d'une succession de pannes moteur (un puis deux puis trois).
En août 1929, le LZ 127 prend le départ d'un autre exploit : la circumnavigation complète du globe. La popularité croissante du « géant des airs » facilite la découverte de commanditaires « sponsors ». L'un d'eux est le magnat de la presse américaine William Randolph Hearst, qui demande que le tour débute officiellement à Lakehurst. De là, Graf Zeppelin vole vers Friedrichshafen d'abord, continuant vers Tokyo, Los Angeles et retour à Lakehurst. Le voyage dure 21 jours, 5 heures et 31 minutes. En incluant le déplacement avant et après entre Lakehurst et le point d'origine, le dirigeable avait voyagé sur 49 618 km.

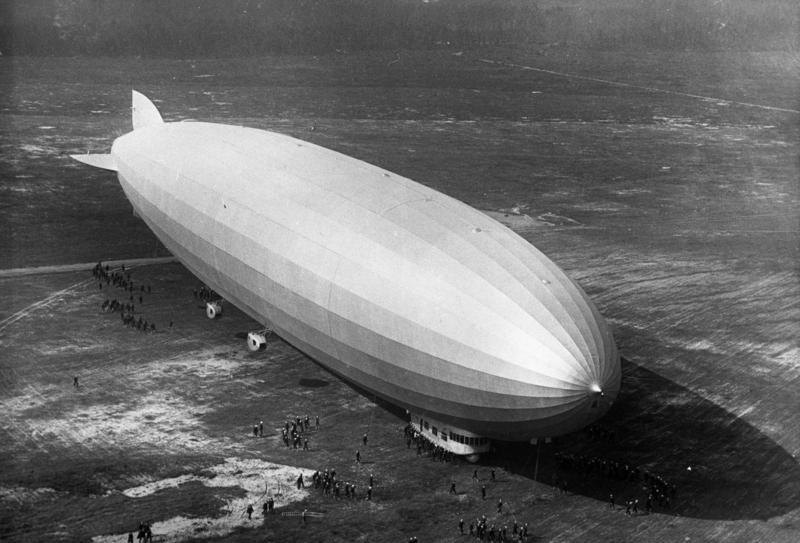
Le Los Angeles en 1932.

L'année suivante, Graf Zeppelin entreprend plusieurs trajets en Europe, puis, après un déplacement en Amérique du Sud en mai 1930, il est décidé d'ouvrir la première ligne transatlantique régulière. Malgré le début de la Grande Dépression et une compétition grandissante avec les avions, LZ 127 transporte un nombre croissant de passagers et courrier au-dessus de l'océan chaque année jusqu'en 1936. De plus, l'aéronef assure, en juillet 1931, un voyage scientifique en Arctique ; cela était un rêve du comte vingt ans auparavant, mais qui n'avait pu être réalisé avec le déclenchement de la guerre.
Eckener veut ajouter au succès de cet aéronef un autre similaire prévu comme LZ 128. Cependant l'accident catastrophique du dirigeable britannique R 101 en 1931 mène la société Zeppelin à mettre en question la sécurité des vaisseaux remplis d'hydrogène, et ce choix est abandonné en faveur d'un nouveau projet. LZ 129 sera le dernier dirigeable rempli de dihydrogène, ce qui sera à l'origine de son incendie à Lakehurst le 6 mai 1937.

### Le crépuscule

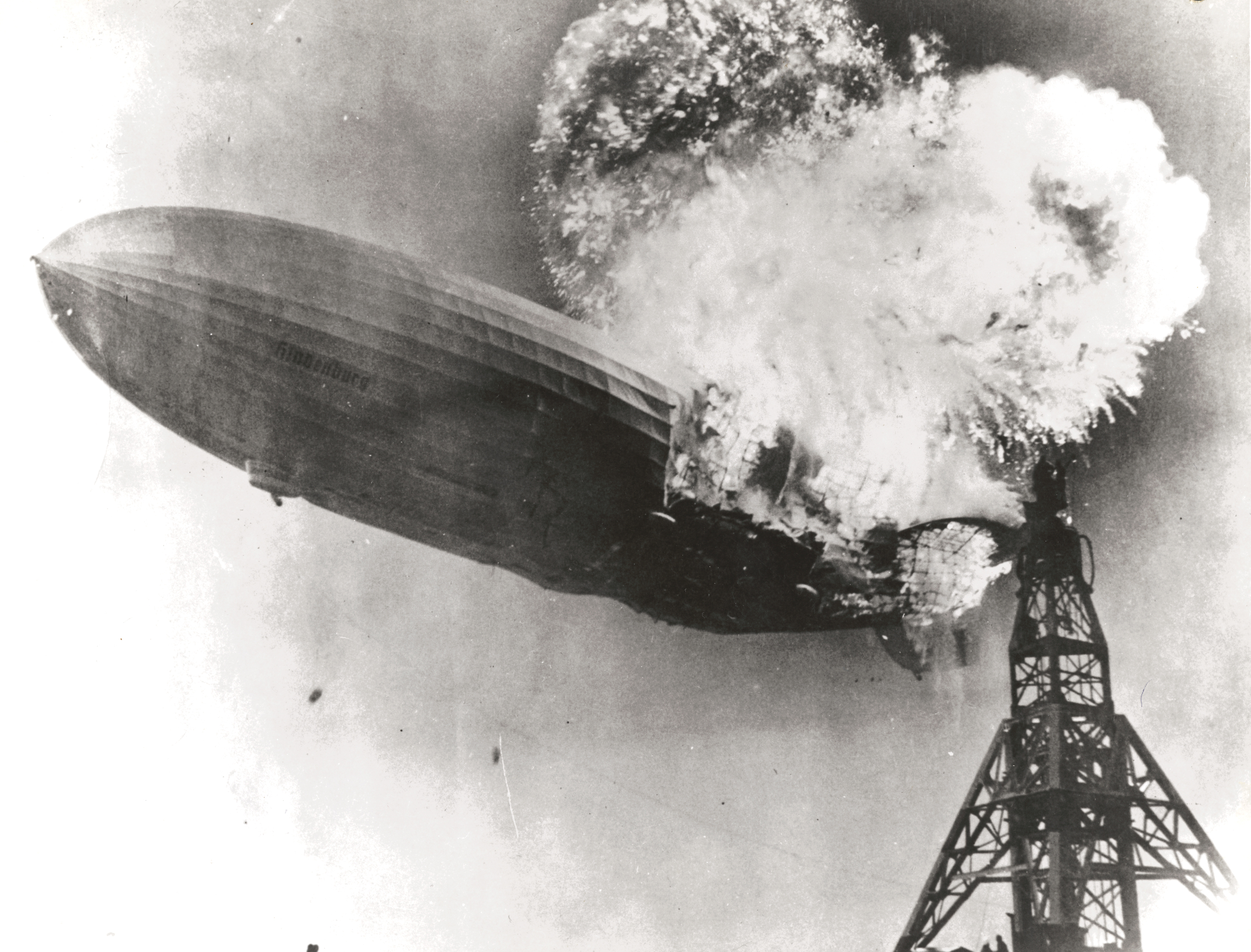
L'Incendie du Hindenburg.

Cependant, à partir de 1933, l'installation de la dictature nazie sur l'Allemagne commence à assombrir les affaires de la société. Les Nazis ne sont pas intéressés par l'idéal d'Eckener de joindre pacifiquement les gens ; sachant très bien que les dirigeables seraient inutilisables dans une guerre, ils préfèrent développer la technologie des avions.
D'un autre côté, ils sont impatients d'exploiter la popularité des aéronefs pour leur propagande. Comme Eckener refuse de coopérer, Hermann Göring obtient le monopole. Les Zeppelins doivent désormais afficher de manière très visible la croix gammée nazie sur leurs ailerons et quelquefois faire le tour de l'Allemagne pour endoctriner le peuple avec largages de tracts, musiques de marches et discours tonitruants depuis le ciel.
Le 4 mars 1936 LZ 129 « Hindenburg », nommé d'après le président de l'Allemagne Paul von Hindenburg, fait son premier voyage. Cependant avec la nouvelle situation politique Eckener n'a pas obtenu l'hélium pour le gonfler. Seuls les États-Unis possèdent le gaz rare en assez grande quantité et ils ont imposé un embargo militaire. Par conséquent, le Hindenburg est rempli d'hydrogène inflammable comme ses prédécesseurs. À part des missions de propagande, le LZ 129 débute sur les lignes transatlantiques avec le Graf Zeppelin.
Le 6 mai 1937 alors qu'il atterrit à Lakehurst, l'arrière de l'aéronef qui est proche d'un pylône d'attache prend feu, et en quelques secondes le Zeppelin s'embrase. Les causes de la catastrophe du Hindenburg restent inconnues ; cependant des spéculations de sabotage sont nombreuses (impliquant aussi bien les nazis que leurs ennemis), l'opinion majoritaire tend à soutenir la théorie d'un accident, où le nouveau revêtement du dirigeable aurait joué un rôle-clé. Il y eut 36 morts, dont 35 des 97 personnes présentes à bord périrent, plus une personne au sol.
Quelle qu'en soit la cause, l'incendie met fin à ce type de transport pour longtemps. La confiance du public dans la sécurité des dirigeables est ébranlée, et faire voler des passagers dans des vaisseaux remplis d'hydrogène devient impensable. Le LZ 127 « Graf Zeppelin » est retiré du service deux jours plus tard et effectue un dernier vol non commercial le 18 juin 1937 et devient un musée. Eckener continue à essayer d'obtenir de l'hélium pour l'aéronef similaire LZ 130 « Graf Zeppelin II », mais en vain. Le nouveau vaisseau amiral est terminé en 1938 et, rempli à nouveau d'hydrogène, fait quelques vols d'essai (le premier le 14 septembre), mais il ne transporte jamais de passager. Un autre projet LZ 131, qui est destiné à être encore plus grand ne progresse jamais au-delà de quelques anneaux de squelette.
La fin définitive vient avec le déclenchement de la Seconde Guerre mondiale. En mars 1940, Göring ordonne la destruction des vaisseaux restants, et les morceaux d'aluminium vont dans l'industrie militaire.

## Autres dirigeables comparables

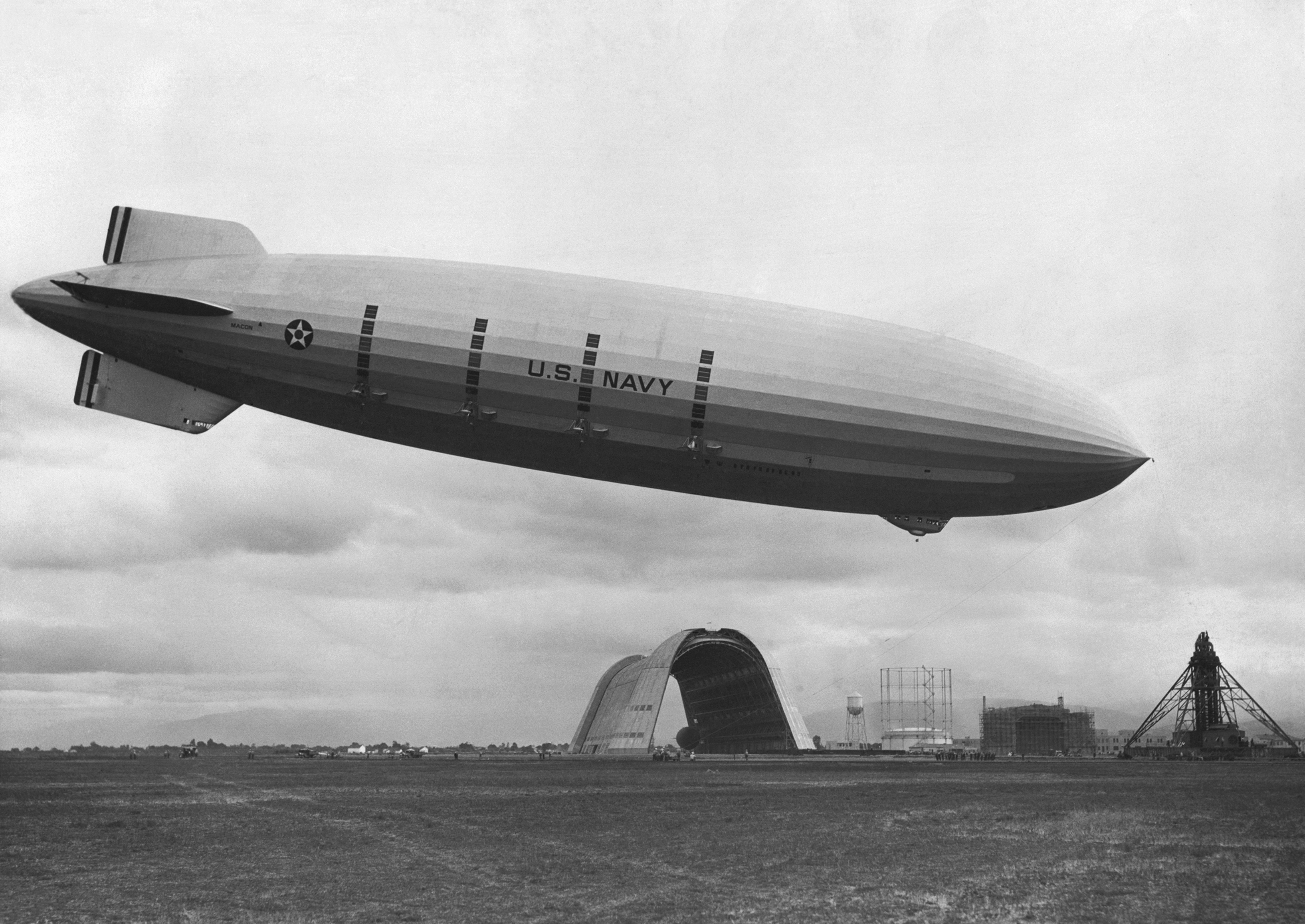
L'.

Les aéronefs utilisant les méthodes de construction des Zeppelins sont quelquefois référencés comme Zeppelins même s'ils ne furent pas construits par la société. Plusieurs dirigeables de ce genre furent construits aux États-Unis, au Royaume-Uni, en Italie et en Union Soviétique dans les années 1920 et 1930, la plupart s'inspirant de Zeppelins capturés ou accidentés.
Le premier dirigeable construit par les Américains est le « USS Shenandoah » (« fille des étoiles », avec ZR étant pour « Zeppelin Rigid ») qui vole en 1923. Le vaisseau est baptisé le 20 août à Lakehurst et est le premier à utiliser de l'hélium. Il est testé en vol le 3 septembre. Il peut transporter une grande quantité de carburant pour faire 8 000 km à la vitesse moyenne de 90 km/h. L'hélium est si rare à ce moment que le Shenandoah contient presque toute la réserve mondiale. Aussi quand le Los Angeles est livré, il est au départ rempli avec l'hélium du ZR I.
Plus tard, une série de crashes avec des morts met fin à la construction aux États-Unis des « Zeppelins ».

## Développements récents
Économiquement il est assez surprenant, même dans les années 1930, que les Zeppelins puissent être en compétition avec les autres moyens de traverser l'Atlantique. Leur avantage est de transporter nettement plus de passagers que les avions de l'époque, tout en fournissant l'agrément comparable au luxe des voyages en paquebot. Moins important, la technologie est potentiellement plus efficace pour la consommation que les avions (plus lourds que l'air). D'un autre côté, son utilisation est très exigeante en particulier en personnel. Souvent l'équipage est plus nombreux que les passagers à bord, et des équipes importantes sont nécessaires pour aider au décollage et à l'atterrissage. Et, pour abriter des Zeppelins comme le Hindenburg, de grands hangars sont nécessaires.
De nos jours avec des avions grands, rapides et efficaces il est difficile de justifier que d'énormes aéronefs puissent opérer à nouveau avec profit dans les transports réguliers de passagers, même si l'idée d'une croisière relativement lente et « majestueuse » à relativement basse altitude a certainement gardé un certain cachet.
Il y eut des niches pour les aéronefs pendant et après la Seconde Guerre mondiale, comme des observations de longue durée et de la publicité ; ceci n'a cependant généralement besoin que d'aéronefs petits et adaptables, et avec l'avantage principal du design « à la Zeppelin » de construire des vaisseaux très grands, capables de soulever des charges très lourdes, ces fonctions étant généralement bien mieux remplies avec les moins coûteux blimps.
Il a été suggéré périodiquement que le concept du Zeppelin aurait pu être intéressant pour le transport des marchandises, en particulier pour la livraison des charges lourdes avec de mauvaises infrastructures. L'une des plus récentes entreprises du genre fut le projet Cargolifter, avec un design hybride (donc pas entièrement Zeppelin), même plus grand que le Hindenburg. Vers 2000, cet essai était devenu assez consistant, avec un hangar énorme érigé en Briesen-Brand, quelque 60 km au sud de Berlin. Cependant en mai 2002 le projet ambitieux manqua de trésorerie et la société dut demander la liquidation.

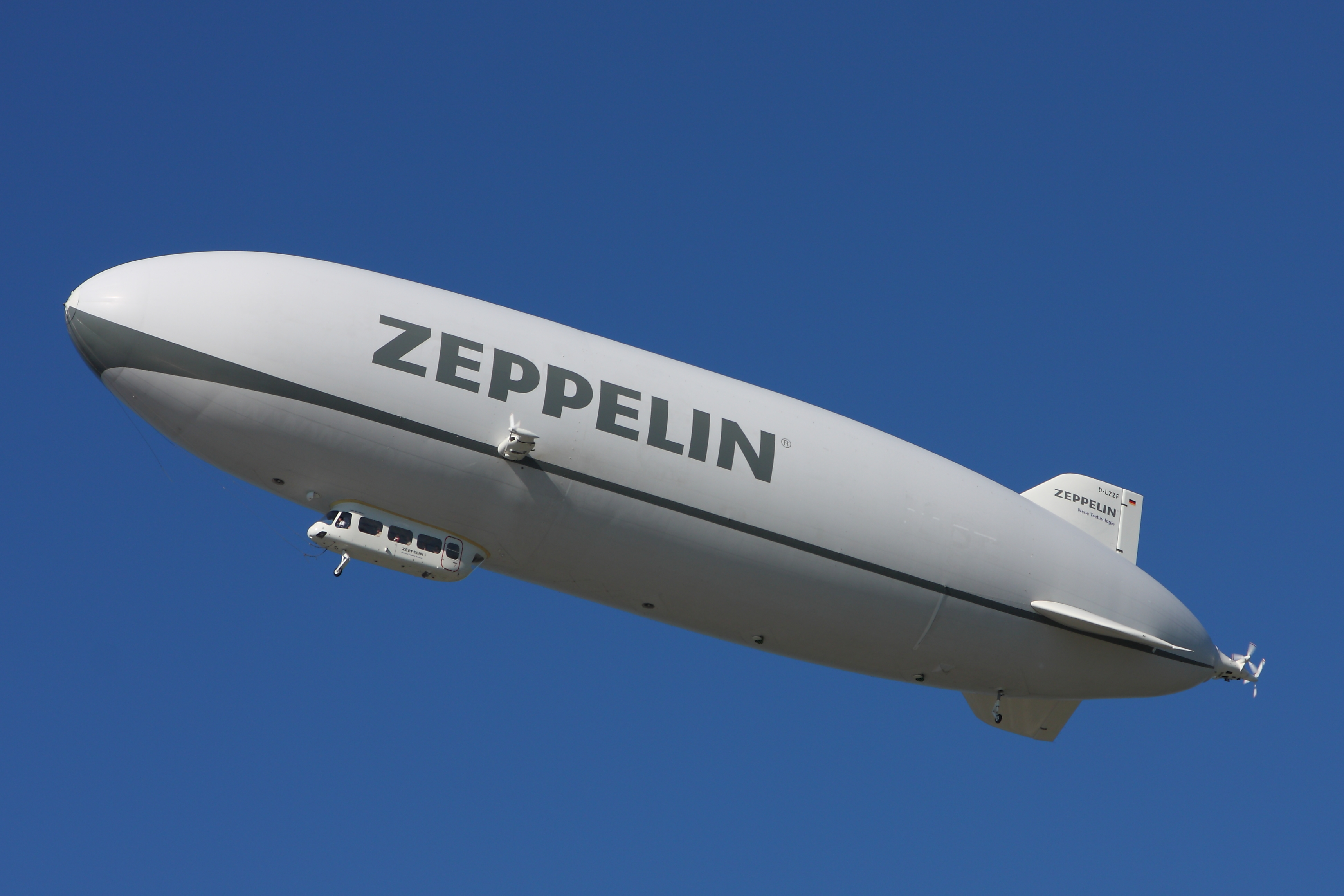
Un Zeppelin NT.

Dans les années 1990, le successeur de la société d'origine à Friedrichshafen, la Zeppelin Luftschifftechnik GmbH, avait recommencé la construction d'aéronefs avec des objectifs plus raisonnables. Le premier aéronef expérimental nommé Friedrichshafen du type Zeppelin NT vola en septembre 1997. Bien que plus grand que les blimps ordinaires, les « New Technology » Zeppelins sont beaucoup plus petits que leurs ancêtres géants et ne sont pas du type Zeppelin dans le sens classique, mais seulement des aéronefs hybrides semi-rigides de haute technologie. En plus de leur charge utile plus importante, leurs avantages principaux comparés aux blimps sont une vitesse plus grande et une manœuvrabilité excellente. Le Zeppelin NT est fabriqué en série et exploité avec profit pour des promenades ludiques, des vols de recherche et des applications similaires.
Fin octobre 2004, un NT qui doit être livré au Japon a atteint 111,8 km/h.
En août 2005, un troisième Zeppelin NT a été fabriqué et expédié en Afrique du Sud pour une nouvelle tâche de deux ans pour la compagnie De Beers. Après avoir volé de Friedrichshafen à Amsterdam, il a été transporté par ferry de la même manière que le Zeppelin « Yokoso Japon » qui lui avait été expédié au Japon entre décembre 2004 et janvier 2005. La tâche principale du Zeppelin était l'exploration de nouvelles réserves de diamant en Afrique du Sud. Le Zeppelin NT devait fournir une plate-forme unique pour ces explorations fournissant une amélioration comparée aux systèmes courants.
Mais des vents violents l'ont détaché de ses amarrages près de la mine de Jwaneng, aucune réparation ne fut envisageable après cet accident survenu le 20 septembre 2007.
Le 26 juin 2008 le quatrième dirigeable de NT de Zeppelin a reçu l'autorisation de FAA (Federal Aviation Administration)
Depuis août 2013, la société française AirShip Paris propose des vols touristiques en Zeppelin NT depuis l'aérodrome de Pontoise / Cormeilles-en-vexin, permettant de découvrir par les airs, les sites des châteaux de Versailles et de Chantilly.

## Dans la culture populaire
Il existe de nombreuses représentations artistiques, culturelles et populaires des Zeppelin et des dirigeables que ce soit au cinéma, à la télévisons, dans la littérature, la musique ou encore des jeux vidéo. Par exemple, Jimmy Page choisit le nom de Led Zeppelin pour le groupe qu'il fonde en 1968 et qui va rencontrer un succès planétaire. Une image du Hindenburg en feu illustre d'ailleurs leur premier album.